# Vaux-sous-Aubigny
Vaux-sous-Aubigny là một xã thuộc tỉnh Haute-Marne trong vùng Grand Est đông bắc nước Pháp.
Thị trấn này có diện tích 14,71 km2, dân số năm 2006 theo điều tra của INSEE là 705 người.